# メッセンカンプ
メッセンカンプ (ドイツ語: Messenkamp) は、ドイツ連邦共和国ニーダーザクセン州シャウムブルク郡のザムトゲマインデ・ローデンベルクを構成する町村（以下、本項では便宜上「町」と記述する）の一つである。

## 地理

### 位置
この町はハーメルンとハノーファーとの間、ダイスター＝ジュンテル峡谷およびヴェーザーベルクラント・シャウムブルク＝ハーメルンに位置する。

### 自治体の構成
この町は以下の2つの集落からなる。
- メッセンカンプ
- アルテンハーゲン II

## 歴史
メッセンカンプに関する最初の記録は1230年である。1298年には独自の教会を有する村落として記録されている。1368年にはメッセンカンプのモッテが裁判所として記載されている。1905年から1968年までメッセンカンプには、鉄道バート・ネンドルフ - バート・ミュンダー線の駅があった。

## 行政

### 議会
この町の町議会は、9議席からなる。

### 首長
この町の町長は、2006年からフランク・ヴィッテ (SPD) が務めている。

## 文化と見所

### 建築
- 15世紀建造の聖ゲオルク礼拝堂
- モッテ [2]
- 十字架石

### 自然
- ヴァウターバッハタール自然保護区

## 経済と社会資本
- この町を、バート・ミュンダーからヴンストルフに至る連邦道B442号線が走っている。
- 最寄りのアウトバーンのインターチェンジは、A2号線ハノーファー - ドルトムント間のラウエナウ・インターチェンジである。
- シャウムブルク交通会社の 2014系、2016系のバス路線が運行されている。

## 引用
1. ↑  Landesamt für Statistik Niedersachsen, LSN-Online Regionaldatenbank, Tabelle A100001G: Fortschreibung des Bevölkerungsstandes, Stand 31. Dezember 2023
2. ↑  Burgen und Schlösser im Landkreis Schaumburg Archived 2009年10月28日, at the Wayback Machine.